# Министерство культуры Российской Федерации
Министерство культуры Российской Федерации (Минкультуры России) — федеральный орган исполнительной власти, осуществляющий функции по выработке государственной политики и нормативно-правовому регулированию в сфере культуры, искусства, культурного наследия (в том числе археологического наследия) и кинематографии, а также по охране культурного наследия.

## История
16 декабря 1935 было принято постановление Политбюро ЦК ВКП(б) «Об организации Всесоюзного комитета по делам искусств» для руководства «всеми делами искусств, с подчинением ему театров, киноорганизаций, музыкальных и художественно-живописных, скульптурных и иных учреждений».
17 января 1936 года появилось соответствующее постановление СНК. Первоначально руководил всеми видами искусств, но в 1938 году кинематография вновь восстановила статус самостоятельной отрасли, для руководства которым был создан отдельный Комитет по делам кинематографии при СНК СССР. 15 марта 1953 года Комитет по делам искусств был ликвидирован, его функции были переданы новосозданному Министерству культуры СССР.
1 апреля 1953 года Указом Президиума Верховного Совета РСФСР на базе Министерства кинематографии РСФСР, Комитета по делам культурно-просветительных учреждений, Комитета по делам искусств, Управления по делам полиграфической промышленности, издательств и книжной торговли при Совете Министров РСФСР на основании Закона СССР от 15 марта 1953 года «О преобразовании министерств СССР» было создано Министерство культуры РСФСР.
27 марта 1992 года вместо Министерства культуры РСФСР создано Министерство культуры и туризма Российской Федерации.
30 сентября 1992 года на базе Министерства культуры и туризма РФ было создано Министерство культуры Российской Федерации.
9 марта 2004 года на базе Министерства культуры РФ и Министерства РФ по делам печати, телерадиовещания и средств массовых коммуникаций было создано Министерство культуры и массовых коммуникаций Российской Федерации.
12 мая 2008 года на базе Министерства культуры и массовых коммуникаций РФ было создано ныне существующее Министерство культуры Российской Федерации.

## Руководство

### Министр
- Любимова Ольга Борисовна (с 21 января 2020)[13][14]
- Мединский Владимир Ростиславович (21 мая 2012 — 15 января 2020)
- Авдеев Александр Алексеевич (12 мая 2008 — 7 мая 2012)
- Швыдкой Михаил Ефимович (8 февраля 2000 — 24 февраля 2004)

### Действующие заместители министра
- Обрывалин Сергей Геннадиевич (с 19 февраля 2020) — первый заместитель
- Осинцев Владимир Геннадьевич (с 17 апреля 2020)
- Малышев Андрей Владимирович (с 24 апреля 2023)
- Алексеева Жанна Владимировна (с 6 августа 2024) — статс-секретарь — заместитель

### Бывшие заместители министра
- Рахаев Анатолий Измаилович (сентябрь 1999 —  июнь 2004)
- Малышев Владимир Сергеевич (2001 —  2004)
- Пирумов Григорий Ульянович (18 марта 2013 — 2 сентября 2015)
- Аристархов Владимир Владимирович (2 мая 2013 — 20 июня 2018) — первый заместитель
- Миловзорова Елена Борисовна (25 декабря 2013 — 4 августа 2015)
- Журавский Александр Владимирович (11 февраля 2015 — 8 февраля 2017)
- Пирумов Григорий Ульянович (2 сентября 2015 — 6 декабря 2016) — статс-секретарь — заместитель
- Обрывалин Сергей Геннадиевич (2 октября 2015 — 19 февраля 2020)
- Журавский Александр Владимирович (8 февраля 2017— 11 июня 2018) — статс-секретарь — заместитель
- Рыжков Олег Владимирович (17 марта 2017 — 20 февраля 2018)
- Манилова Алла Юрьевна (26 июня 2018 — 24 апреля 2023) — статс-секретарь — заместитель
- Ярилова Ольга Сергеевна (3 июля 2018 — 23 сентября 2022)
- Степанов Павел Владимирович (19 сентября 2018 — 15 января 2021)
- Овсиенко Николай Павлович (7 февраля 2019 — 20 января 2021)
- Ксензов Максим Юрьевич (1 апреля 2020 — 18 января 2021)
- Преподобная Надежда Александровна (23 сентября 2022 — 24 апреля 2023)
- Преподобная Надежда Александровна (24 апреля 2023 — 6 августа 2024) — статс-секретарь — заместитель

## Структура
Структура центрального аппарата Минкультуры России включает в себя подразделения, которые именуются департаментами. Департаменты, в свою очередь, делятся на отделы. Департаменты возглавляются директорами, а их отделы — начальниками. На 2022 год Минкультуры России состоит из 8 департаментов.

## Полномочия
Минкультуры самостоятельно осуществляет правовое регулирование, а также разрабатывает и вносит проекты нормативных актов по вопросам: культуры, искусства, кинематографии, авторского права, смежных прав, историко-культурного наследия, международного культурного и информационного сотрудничества.

## Подведомственные структуры
В ведении Министерства культуры Российской Федерации находится:

### Киностудии
1. Человек и время
2. Западно-Сибирская киностудия
3. Ростовская киностудия
4. Дальневосточная ордена «Знак Почёта» студия кинохроники
5. Юность
6. Союзмультфильм
7. Объединённая государственная киноколлекция
8. Мосфильм
9. Ленфильм
10. Северо-Кавказская студия кинохроники
11. Казанская студия кинохроники
12. Современник
13. Отечество
14. Санкт-Петербургская студия документальных фильмов
15. Леннаучфильм
16. Риск

### Реставрационные учреждения
1. Государственный научно-исследовательский институт реставрации
2. Агентство по управлению и использованию памятников истории и культуры
3. Всероссийский художественный научно-реставрационный центр имени академика И. Э. Грабаря
4. Государственный Всероссийский Центр экспертизы и сертификации в области охраны и реставрации памятников истории и культуры «Росгосэкспертиза»
5. Центральные научно-реставрационные проектные мастерские

### Театры
1. Государственный академический Большой театр России
2. Государственный академический Малый театр России
3. Государственный академический театр классического балета п/р Н. Касаткиной и В. Василева
4. Театр «Сатирикон» имени Аркадия Райкина
5. МХАТ им. М. Горького
6. МХТ им. А. П. Чехова
7. Студия театрального искусства
8. Московский государственный академический детский музыкальный театр имени Н. И. Сац
9. Государственный академический театр им. Е. Вахтангова
10. Российский академический молодёжный театр
11. Театр кукол имени С. В. Образцова
12. Театр наций
13. Государственный академический Мариинский театр
14. Национальный драматический театр России (Александринский театр)
15. Российский государственный академический Большой драматический театр им. Г. А. Товстоногова
16. Новосибирский театр оперы и балета
17. Екатеринбургский государственный академический театр оперы и балета
18. Российский академический театр драмы им. Ф. Волкова
19. Академический малый драматический театр — Театр Европы
20. Севастопольский государственный театр оперы и балета
21. Государственный Пушкинский Театральный центр в Санкт-Петербурге
22. Дом музыки
23. Московский губернский театр

### Концертные организации
1. Государственный академический Большой симфонический оркестр имени П. И. Чайковского
2. Российский государственный симфонический оркестр кинематографии
3. Государственная академическая симфоническая капелла России
4. Государственная академическая хоровая капелла России имени А. А. Юрлова
5. Государственный академический русский народный ансамбль «Россия» им. Л. Г. Зыкиной
6. Государственный академический ансамбль народного танца имени Игоря Моисеева
7. Государственный академический симфонический оркестр п/у П. Когана
8. Государственный академический русский концертный оркестр «Боян»
9. Санкт-Петербургская государственная филармония им. Д. Д. Шостаковича
10. Московская государственная академическая филармония
11. Государственный камерный оркестр джазовой музыки им. О. Лундстрема
12. Национальный академический оркестр народных инструментов России им. Н. П. Осипова
13. Государственный духовой оркестр России
14. Государственный академический русский народный хор им. М. Е. Пятницкого
15. Государственный академический русский хор имени А. В. Свешникова
16. Северо-Кавказская государственная филармония им. В. И. Сафонова
17. Национальный филармонический оркестр России
18. Российская государственная концертная компания «Содружество»
19. Российское государственное театральное агентство
20. Государственный академический симфонический оркестр России им. Е. Ф. Светланова
21. Государственный симфонический оркестр «Новая Россия»
22. Российский национальный оркестр
23. Российский государственный академический камерный «Вивальди-оркестр»

### Цирки
1. Большой Санкт-Петербургский государственный цирк
2. Росгосцирк

### Музеи
1. Архангельский государственный музей деревянного зодчества и народного искусства «Малые Корелы»
2. Государственный Владимиро-Суздальский историко-архитектурный и художественный музей-заповедник
3. Государственный историко-архитектурный музей-заповедник «Александровская Слобода»
4. Кирилло-Белозерский историко-архитектурный и художественный музей-заповедник
5. Музей мирового океана
6. Государственный музей истории космонавтики имени К. Э. Циолковского
7. Государственный мемориальный и природный музей-заповедник А. Н. Островского «Щелыково»
8. Государственный Бородинский военно-исторический музей-заповедник
9. Государственный историко-художественный и литературный музей-заповедник «Абрамцево»
10. Государственный исторический музей-заповедник «Горки Ленинские»
11. Государственный музей-усадьба «Архангельское»
12. Государственный музей-усадьба «Остафьево-Русский парнас»
13. Государственный мемориальный и природный музей-заповедник И. С. Тургенева «Спасское-Лутовиново»
14. Государственный мемориальный историко-литературный и природно-ландшафтный музей-заповедник А. С. Пушкина «Михайловское»
15. Государственный музей-заповедник М. А. Шолохова
16. Саратовский государственный художественный музей имени А. Н. Радищева
17. Всероссийский историко-этнографический музей
18. Государственный военно-исторический и природный музей-заповедник «Куликово Поле»
19. Государственный мемориальный и природный заповедник Музей-усадьба Л. Н. Толстого «Ясная Поляна»
20. Государственный мемориальный историко-художественный и природный музей-заповедник В. Д. Поленова
21. Государственный историко-мемориальный заповедник «Родина В. И. Ленина»
22. Государственный Ростово-Ярославский архитектурно-художественный музей-заповедник «Ростовский Кремль»
23. Государственная Третьяковская галерея
24. Всероссийский музей декоративно-прикладного и народного искусства
25. Государственный Литературный музей
26. Государственный центральный музей современной истории России
27. Центральный музей Великой Отечественной войны 1941—1945 гг.
28. Государственный историко-культурный музей-заповедник «Московский Кремль»
29. Государственный Исторический музей
30. Государственный музей изобразительных искусств им. А. С. Пушкина
31. Государственный музей искусства народов Востока
32. Государственный музей Л. Н. Толстого
33. Государственный центральный театральный музей имени А. А. Бахрушина
34. Музей Московского Художественного академического театра
35. Политехнический музей
36. Центральный музей древнерусской культуры и искусства имени Андрея Рублева
37. Всероссийский музей А. С. Пушкина
38. Государственный музей-заповедник «Петергоф»
39. Государственный музей истории религии
40. Государственный музей политической истории России
41. Государственный художественно-архитектурный дворцово-парковый музей-заповедник «Царское Село»
42. Российский этнографический музей
43. Государственный Русский музей
44. Государственный Эрмитаж
45. Всероссийское музейное объединение музыкальной культуры имени М. И. Глинки
46. Новгородский государственный объединённый музей-заповедник
47. Государственный Лермонтовский музей-заповедник «Тарханы»
48. Государственный Военно-исторический музей-заповедник «Прохоровское поле»
49. Историко-архитектурный музей-заповедник
50. Соловецкий государственный историко-архитектурный и природный музей-заповедник
51. Государственный историко-архитектурный и этнографический музей-заповедник «Кижи»
52. Государственный центральный Музей кино
53. Российский музейно-выставочный центр «РОСИЗО»
54. Тульский государственный музей оружия
55. Всероссийский художественный научно-реставрационный центр имени академика И. Э. Грабаря
56. Государственный научно-исследовательский музей архитектуры имени А. В. Щусева
57. Музей заповедник «Сталинградская битва»
58. Государственный мемориальный музей Б. Ш. Окуджавы

### Библиотеки
1. Российская государственная библиотека
2. Российская национальная библиотека
3. Государственная публичная историческая библиотека России
4. Российская государственная библиотека для слепых
5. Российская государственная библиотека для молодёжи
6. Российская государственная детская библиотека
7. Российская государственная библиотека искусств
8. Всероссийская государственная библиотека иностранной литературы им. М. И. Рудомино

### Научно-исследовательские учреждения
1. Российский научно-исследовательский институт культурного и природного наследия имени Д. С. Лихачёва
2. Российский институт культурологии
3. Государственный научно-исследовательский институт реставрации
4. Государственный институт искусствознания
5. Российский институт истории искусств
6. Научно-исследовательский институт киноискусства

### Образовательные организации высшего образования
1. Театральный институт им. Б. Щукина при Государственном академическом театре им. Е. Вахтангова
2. Высшее театральное училище им. М. С. Щепкина при Государственном академическом Малом театре России
3. Российская академия театрального искусства
4. Российский государственный институт сценических искусств
5. Школа-студия (институт) им. В. И. Немировича-Данченко при МХАТ им. А. П. Чехова
6. Екатеринбургский государственный театральный институт
7. Ярославский государственный театральный институт
8. Красноярский государственный художественный институт
9. Нижегородская государственная консерватория имени М. И. Глинки
10. Новосибирская государственная консерватория имени М. И. Глинки
11. Петрозаводская государственная консерватория имени А. К. Глазунова
12. Российская академия музыки имени Гнесиных
13. Ростовская государственная консерватория имени С. В. Рахманинова
14. Санкт-Петербургская государственная консерватория имени Н. А. Римского-Корсакова
15. Саратовская государственная консерватория имени Л. В. Собинова
16. Уральская государственная консерватория имени М. П. Мусоргского
17. Алтайская государственная академия культуры и искусств
18. Всероссийский государственный университет кинематографии имени С. А. Герасимова
19. Санкт-Петербургский государственный университет кино и телевидения
20. Академия хорового искусства имени В. С. Попова
21. Астраханская государственная консерватория
22. Государственный музыкально-педагогический институт имени М. М. Ипполитова-Иванова
23. Академия русского балета имени А. Я. Вагановой
24. Московская государственная академия хореографии
25. Казанская государственная консерватория имени Н. Г. Жиганова
26. Московская государственная консерватория имени П. И. Чайковского
27. Воронежская государственная академия искусств
28. Восточно-Сибирская государственная академия культуры и искусств
29. Государственный специализированный институт искусств
30. Дальневосточная государственная академия искусств
31. Северо-Кавказский государственный институт искусств
32. Казанский государственный университет культуры и искусств
33. Кемеровский государственный университет культуры и искусств
34. Красноярская государственная академия музыки и театра
35. Краснодарский государственный университет культуры и искусств
36. Московский государственный институт культуры
37. Орловский государственный институт искусств и культуры
38. Пермский государственный институт искусства и культуры
39. Санкт-Петербургский государственный университет культуры и искусств
40. Самарская государственная академия культуры и искусств
41. Тюменская государственная академия культуры, искусств и социальных технологий
42. Уфимская государственная академия искусств им. Загира Исмагилова
43. Хабаровский государственный институт искусств и культуры
44. Челябинская государственная академия культуры и искусств
45. Арктический государственный институт искусств и культуры
46. Академия переподготовки работников искусства, культуры и туризма
47. Литературный институт имени А. М. Горького

### Профессиональные образовательные организации
1. Государственное училище циркового и эстрадного искусства им. М. Н. Румянцева
2. Школа-студия при Государственном академическом ансамбле народного танца им. И. Моисеева
3. Художественно-реставрационное училище
4. Палехское художественное училище им. М. Горького
5. Музыкальный колледж при Московской государственной консерватории им. П. И. Чайковского
6. Центральная музыкальная школа при Московской государственной консерватории им. П. И. Чайковского
7. Государственный музыкальный колледж эстрадно-джазового искусства
8. Государственное академическое художественное училище «Памяти 1905 года»
9. Новосибирский государственный хореографический колледж
10. Пермский государственный хореографический колледж
11. Киновидеотехнический колледж
12. Техникум кино и телевидения
13. Советский кинотехникум
14. Техникум кино и телевидения
15. Средняя специальная музыкальная школа при Казанской государственной консерватории им. Н. Г. Жиганова
16. Новосибирская специальная музыкальная школа (колледж)

## Ведомственные награды
Награждение ведомственными наградами Министерства культуры Российской Федерации происходит за особые достижения (заслуги) в сфере культуры, искусства, кинематографии и так далее: «Почетная грамота Министерства культуры Российской Федерации» и «Благодарность Министра культуры Российской Федерации».

## Санкции
20 июля 2023 года, на фоне вторжения России на Украину, Министерство культуры Российской Федерации внесено в санкционный список Канады как «организация причастная к попыткам Кремля „русифицировать“ культуру Украины». Ранее, 10 июня 2022 года, под канадские санкции попало министерство культуры Херсонской области, учрежденное на оккупированной территории Херсонское области